# Stadsprairie
Stadsprairie is een term waarmee wordt verwezen naar braakliggende stedelijke terreinen die zijn veranderd in een groengebied.
De bouwwerken die voorheen op de kavels stonden zijn afgebroken, waardoor er een onregelmatige structuur van groene zones ontstaat die doorgaans niet beheerd worden. Soms worden stadsprairies echter doelbewust aangelegd ten behoeve van bijvoorbeeld buurtparken of leefgebieden voor wilde dieren.

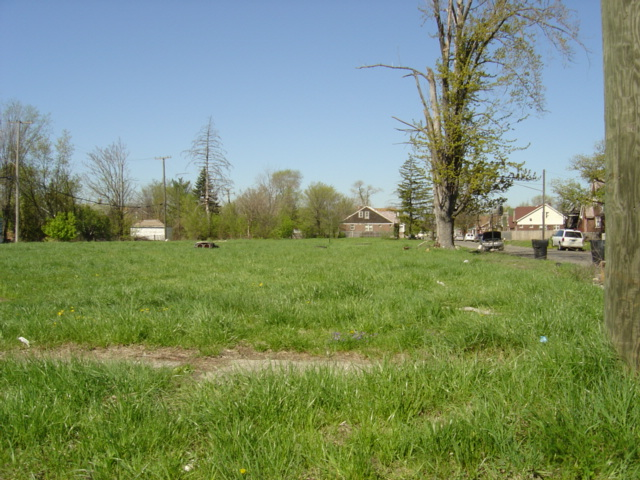
Grote braakliggende terreinen in Detroit als gevolg van de sloop van leegstaande woningen (2006)

## Ontstaan
Voor stadsprairies kunnen meerdere oorzaken worden aangewezen. De vastgoedwaarde van oude gebouwen kan dusdanig sterk dalen dat er voor de eigenaren geen prikkel meer is om het pand te onderhouden. Braakliggende terreinen kunnen het resultaat zijn van ontstedelijking of criminaliteit, maar kunnen ook in beslag genomen zijn door een lokale overheid vanwege onbetaalde onroerendezaakbelasting. Aangezien leegstaande gebouwen gevolgen kunnen hebben voor de volksgezondheid en veiligheid (zoals brandgevaar) of worden gebruikt voor criminele activiteiten, kiezen stadsbesturen vaak voor sloop.
Soms worden stadswijken afgebroken in het kader van stadsvernieuwing, met de intentie het gebied te herontwikkelen. In overstromingsgevoelige gebieden kan het voorkomen dat overheidsinstanties vastgoedobjecten opkopen en vervolgens afbreken om de waterafvoer te verbeteren tijdens overstromingen.

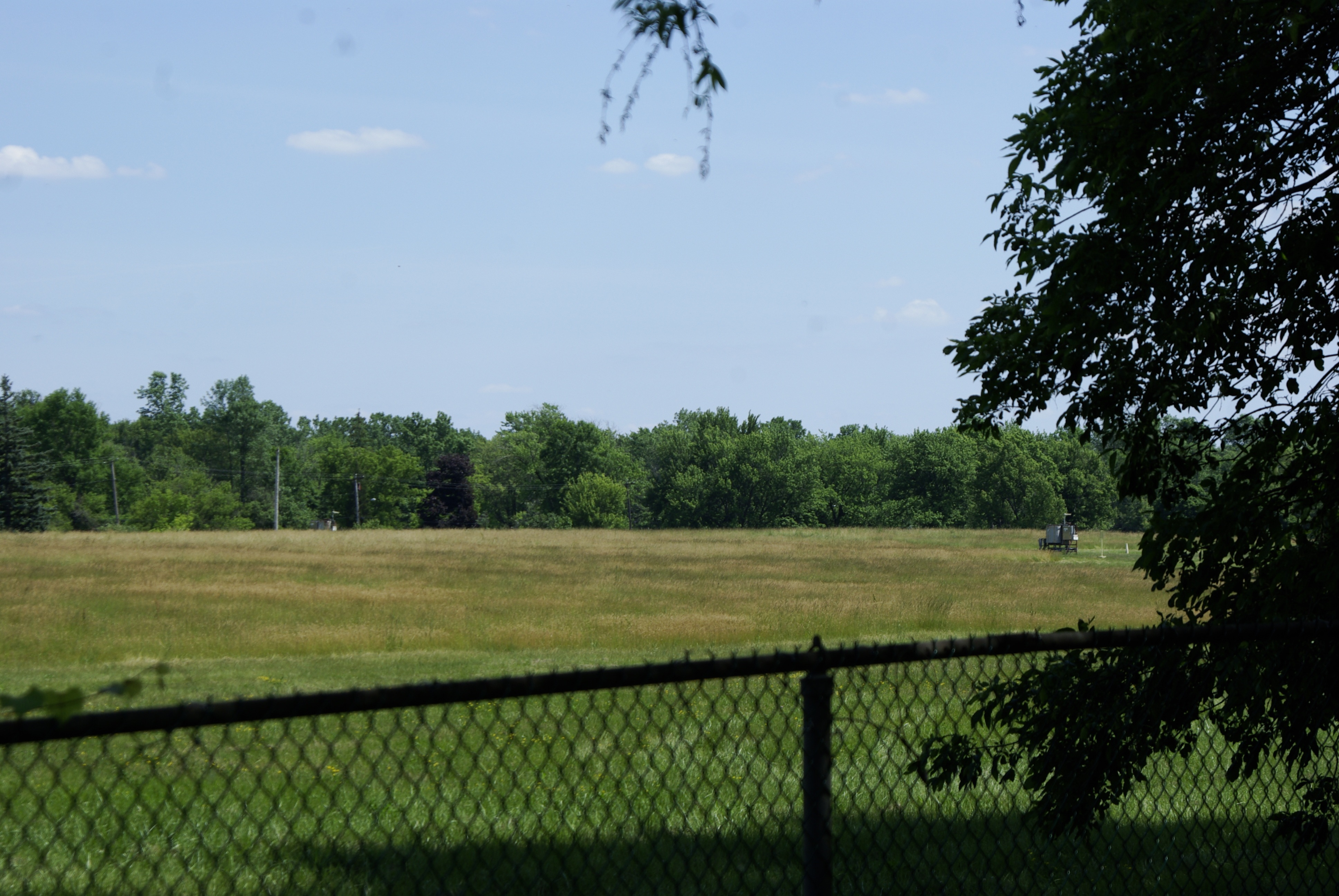
Stadsprairie in de wijk Love Canal in Niagara Falls (New York)

Ook worden soms stadswijken in de nabijheid van grote industriegebieden of bodemsaneringsgebieden vrijgemaakt van bebouwing teneinde de risico´s omtrent externe veiligheid of bodemverontreiniging te beperken. In enkele gevallen veranderen deze gebieden in ruig groengebied dat als habitat voor flora en fauna fungeert.
Bovendien komt het weleens voor dat stadsbewoners de mogelijkheid krijgen om de braakliggende terreinen in te richten als buurtpark of gemeenschappelijke tuin. Detroit is een stad die betrekkelijk veel stadsprairies kent. Dit hangt samen met urban decay in de Manufacturing Belt in het noordoosten van de Verenigde Staten. In Nederland is door een burgerinitiatief het Tilburgse Spoorpark ontstaan op het voormalige Van Gend & Loos-terrein.
In het geval van Christchurch in Nieuw-Zeeland zorgde de aardbeving in 2011 voor een stijging van de grondwaterstand, wat het herstel van beschadigde gebouwen bemoeilijkte. Veel woongebieden in de oostelijke voorsteden van Christchurch zijn opgekocht door de autoriteiten, omdat de zachte grond leidt tot gevaarlijke verzakkingen van huizen. Het is nog onbekend of de drassige woongebieden in Christchurch ooit volledig zullen herstellen.